# Русские Полянки
Русские Полянки — деревня Краснослободского района Республики Мордовия в составе Старозубаревского сельского поселения. 

## География
Находится у восточной окраины районного центра города Краснослободск на левом берегу реки Мокша.

## Население
Постоянное население составляло 219 человек (русские 93%) в 2002 году, 220 в 2010 году .